# Sam Wilberry
Sam Wilberry (1997. április 6.–) álnéven alkotó magyar író, a Szivárványálom kiadó alapítója és szerzője. 

## Pályafutása
A járványhelyzetet megelőzően rendszeresen publikált a Humen magazin hasábjain. Versei, cikkei Papp Attila néven jelennek meg különböző szépirodalmi lapokban, online felületeken. 
Realista LMBTQ tematikájú regényeiben leginkább a lélektani vonal dominál. Első regénye, a Rush egy heroinfüggő srác küzdelmeit mutatja be.

## Művei
- Cage; mWave Networks Kft., Kecskemét, 2017
- Lélekcseppek (2018, Szivárványálom könyvek)[5]

- Rush (2018, Szivárványálom könyvek)[6]

- Csillagvizsgáló (2019, Szivárványálom könyvek)[7]

- Flash (2020, Szivárványálom könyvek)[8]

- Égből hulló versek (2021, Szivárványálom könyvek)

## Egyéb megjelenések
- Humen Magazin – “Leszállítottak a villamosról, merthogy nem én vagyok a diákon” – Transz történetek Magyarországról

- Humen Magazin – Aki nem fél élni – Transznemű tiniként egy magyar fiúkollégiumban

- Humen Magazin – Szükség van-e érzékenyítő mesékre?

- Humen Magazin – Határon innen és túl?

- Humen Magazin – Még mindig…

- Humen Magazin – A szó, amit nem is olyan könnyű meghatározni

- Humen Magazin – Szeretni és eltűrni

- Humen Magazin – Papírsárkányok

## Róla szóló cikkek
- Humen Magazin – Itt az új magyar LMBTQ könyvkiadó: “Nem hiszek a lehetetlenekben"

- Humen Magazin – Merülj el a sorok között!

- Humen Magazin – Szivárványálom könyvek a hideg téli estékre

## Egyéb megjelenések
- Fedél Nélkül (2020) – Gyásztér (vers)

- Csillagszálló / Tükör (2020) – Dokumentáció Archiválva 2021. március 7-i dátummal a Wayback Machine-ben (vers)

- Ambroozia online (2020) – Versek

- Szépirodalmi Figyelő (2020) – Hangsáv (vers; másodközlés)

- Bárka szépirodalmi lap (2020) – Versek

- Bárka (2020) – Tort ülni a jelen felett (recenzió)

- Bárka (2020) – Eget építeni pokolra (recenzió)

- Csillagszálló / Karantén (2020) – Villany (novella)

- KULTer (2020) – A szocializmus cigarettái (vers)

- FÉLonline (2021) – Versek Archiválva 2021. február 20-i dátummal a Wayback Machine-ben

- Bárka (2021) – Nulláról kezdeni (recenzió)

- Helyőrség (2021) – Versek